# Maria Catharina Tismar
Maria Catharina Tismar, geb. Harder (* 13. Juli 1764 in Magdeburg; † 12. März 1845 ebenda) war Stiftungsgründerin.

## Leben
Tismar wurde als Tochter des Magdeburger Ratmanns Heinrich M. Harder geboren. Sie heiratete am 30. April 1784 im Magdeburger Dom den Regierungspräsidenten George Tismar. Zumindest in den 1820er Jahren lebte sie, bereits verwitwet, an der Adresse Breiter Weg 65 in Magdeburg.
Tismar und ihre Tochter Caroline hinterließen mehrere großzügige Stiftungen. So wurden die Klöster St. Georgii und St. Augustini sowie die Heilig-Geist-Kirche bedacht. Weitere Legate gingen an die Kleinkindbewahranstalt und die städtische Armenkasse.
Die Stiftungen Tismars sollten vor allem alten, kranken und hilfsbedürftigen Menschen zukommen. 
Die Stiftung für die Armen der Stadt Magdeburg umfasste 20.000 Reichstaler. Die Bekanntmachung der Stiftung erfolgte, nach dem Wunsch der Stifterin, erst nach dem Tod ihrer Tochter am 8. August 1857 in Berlin. Nach der erforderlichen staatlichen Genehmigung und der Bildung eines Reservefonds nahm die Stiftung ab dem 13. Juli 1859 ihre Arbeit auf. Die Verwaltung der Stiftung oblag dem Hospital St. Georgii. Der Magistrat der Stadt führte die Aufsicht.

## Ehrung
Ihr zu Ehren benannte die Stadt Magdeburg im Jahr 1899 eine Straße (Tismarstraße).